# Nierówność różniczkowa
Nierówność wiążąca argument, nieznaną funkcję i jej pochodną.
Na przykład
{\displaystyle y'>f(x,y(x)),}
gdzie: {\displaystyle x} jest argumentem, {\displaystyle f} – daną funkcją dwóch zmiennych, a {\displaystyle y} niewiadomą funkcją zmiennej {\displaystyle x}.
Podstawowym problemem teorii nierówności różniczkowych jest opisanie zbioru ich rozwiązań w zależności od danych wartości początkowych lub wartości granicznych. Problematyka ta jest związana z teorią równań różniczkowych zwyczajnych, teorią równań różniczkowych cząstkowych, teorią równań całkowych i teorią równań różnicowych. Dużą grupę nierówności różniczkowych stanowią nierówności powstałe przez zamianę w znanych i zbadanych równaniach znaku równości znakiem nierówności, co jest równoważne dodaniu do jednej ze stron funkcji dodatniej, bądź ujemnej.
Ważnym problemem jest porównanie rozwiązań nierówności różniczkowej z rozwiązaniem odpowiedniego równania różniczkowego. Na przykład dla dowolnego rozwiązania {\displaystyle y} nierówności różniczkowej
{\displaystyle y'>f(x,y(x))}
oraz rozwiązania {\displaystyle z} równania różniczkowego
{\displaystyle z'=f(x,z(x)),}
o tych samych warunkach początkowych {\displaystyle y(x_{0})=z(x_{0})} w dowolnym przedziale istnienia obu rozwiązań {\displaystyle [x_{1};x_{2}]} zachodzą nierówności
{\displaystyle y(x)<z(x)} dla {\displaystyle x_{1}\leqslant x<x_{0},}
{\displaystyle z(x)<y(x)} dla {\displaystyle x_{0}<x\leqslant x_{2}}.

## Przykłady
- Jeżeli {\displaystyle y=\varphi (x)} jest całką równania różniczkowego {\displaystyle {\frac {dy}{dx}}=p(x)y} (gdzie {\displaystyle p(x)} jest funkcją ciągłą w przedziale {\displaystyle I=(a;b)}) spełniającą warunek początkowy {\displaystyle \varphi (x_{0})=y_{0},x_{0}\in I,} a funkcja różniczkowalna {\displaystyle y=\upsilon (x)} spełnia ten sam warunek początkowy i nierówność różniczkową

{\displaystyle {\frac {d\upsilon }{dx}}\geqslant p(x)\upsilon } dla {\displaystyle x\in [x_{0};x_{1}]\subset I,}
to dla każdego {\displaystyle x\in [x_{0};x_{1}]}
{\displaystyle \upsilon (x)\geqslant \varphi (x)}.
- Twierdzenie Czapłygina-Perrona. Niech funkcje {\displaystyle f(x,y)} i {\displaystyle F(x,y)} będą ciągłe w prostokącie domkniętym

{\displaystyle {\mathcal {D}}=\{(x,y):x_{0}\leqslant x\leqslant x_{0}+a,|y-y_{0}|\leqslant b\},} gdzie {\displaystyle a>0,b>0}
i spełniają nierówność
{\displaystyle f(x,y)\leqslant F(x,y).}
Jeśli wtedy {\displaystyle y=y(x),y=\upsilon (x)} są odpowiednio całkami równań różniczkowych
{\displaystyle y=f(x,y),y=F(x,\upsilon )}
przechodzącymi przez punkt {\displaystyle (x_{0},y_{0}),} określonymi w przedziale {\displaystyle x_{0}\leqslant x\leqslant x_{0}+a} i leżącymi między {\displaystyle y_{0}-b} i {\displaystyle y_{0}+b,} oraz jeśli {\displaystyle f(x,y)} spełnia w prostokącie {\displaystyle {\mathcal {D}}} warunek Lipschitza względem y, to
dla każdego {\displaystyle x_{0}\leqslant x\leqslant x_{0}+a} zachodzi nierówność {\displaystyle y(x)\leqslant \upsilon (x).}
Ponadto jeśli w pewnym punkcie {\displaystyle x_{1}>x_{0}} jest {\displaystyle y(x_{1})<\upsilon (x_{1}),} to
dla każdego {\displaystyle x_{1}\leqslant x\leqslant x_{0}+a} zachodzi {\displaystyle y(x)<\upsilon (x)}.